# Wilhelm Henne
Theodor Wilhelm Conrad Henne (* 1842 in Hamburg; † 5. August 1883 ebenda) war ein deutscher Theaterschauspieler und -intendant.

## Leben
Henne, Sohn des Gärtners Conrad Justus Christian Henne, war als Held und humoristischer Vater am Belle-Alliance-Theater 1870 bis 1874, am Braunschweiger Hoftheater 1874 bis 1875, am Hamburger Thaliatheater 1875 bis 1878 tätig und erfreut sich in der Schauspielerwelt eines guten Rufes.
1879 übernahm er die Leitung des Central-Theaters und nannte es Henne-Theater. Seiner Ansicht nach sollte die Bühne ein seriöses Schauspielhaus werden. Er scheiterte aber bereits nach einem Jahr.
Bruno Henne war sein Schüler.